# Гай Сервілій Структ Агала (начальник кінноти 389 року до н. е.)
Гай Серві́лій Структ Ага́ла (лат. Gaius Servilius Structus Ahala, іноді Gaius Servilius Ahala; V—IV століття до н. е.) — політичний і військовий діяч часів ранньої Римської республіки, начальник кінноти 389 року до н. е.

## Біографічні відомості
Походив з патриціанського роду Сервіліїв. Про батьків, дитячі й молоді роки Гая Сервілія Структа Агали відомостей немає.
389 року Марк Фурій Камілл, якого обрали диктатором, призначив своїм заступником — начальником кінноти Гая Сервілія. Вони перемогли вольськів, за що Марк Фурій отримав черговий тріумф.
Після цього року відомостей про подальшу долю Гая Сервілія Структа Агали не збереглося.